# 040 Nord 4.001 à 4.075 et 4.801 à 4.990

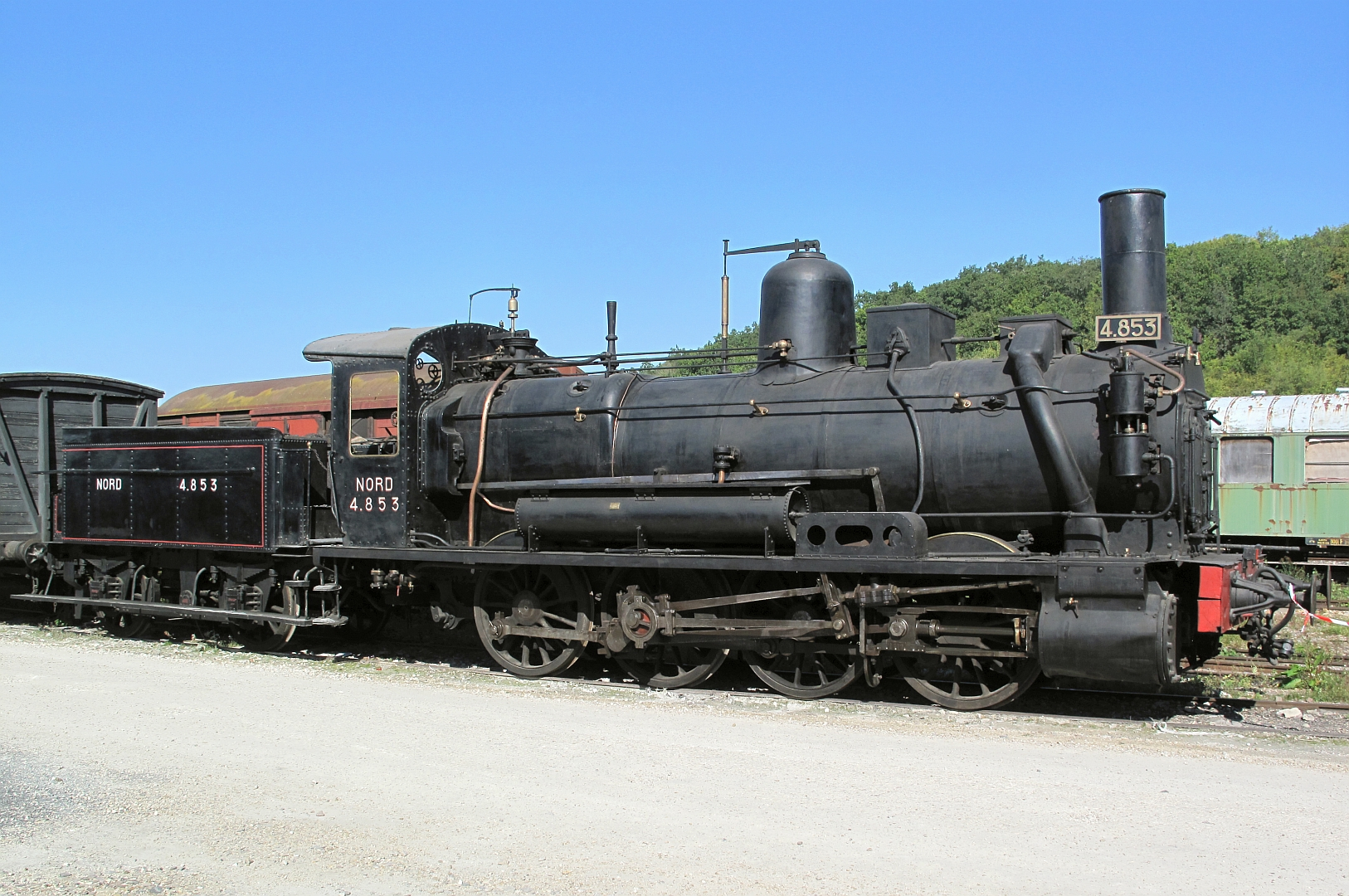
Locomotive 4.853 préservée au musée vivant du train.

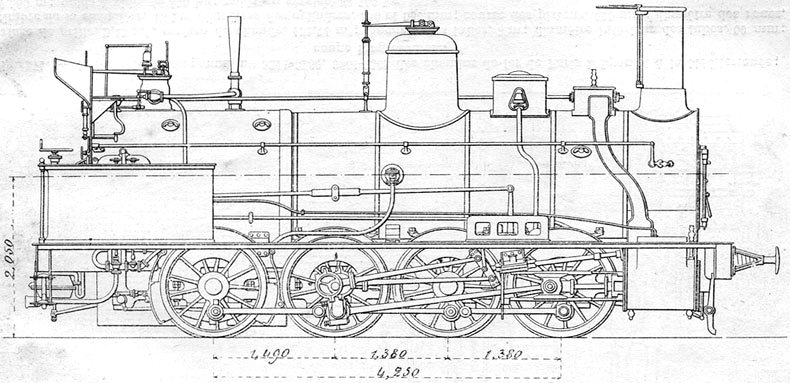
Plan d'une machine de cette série.

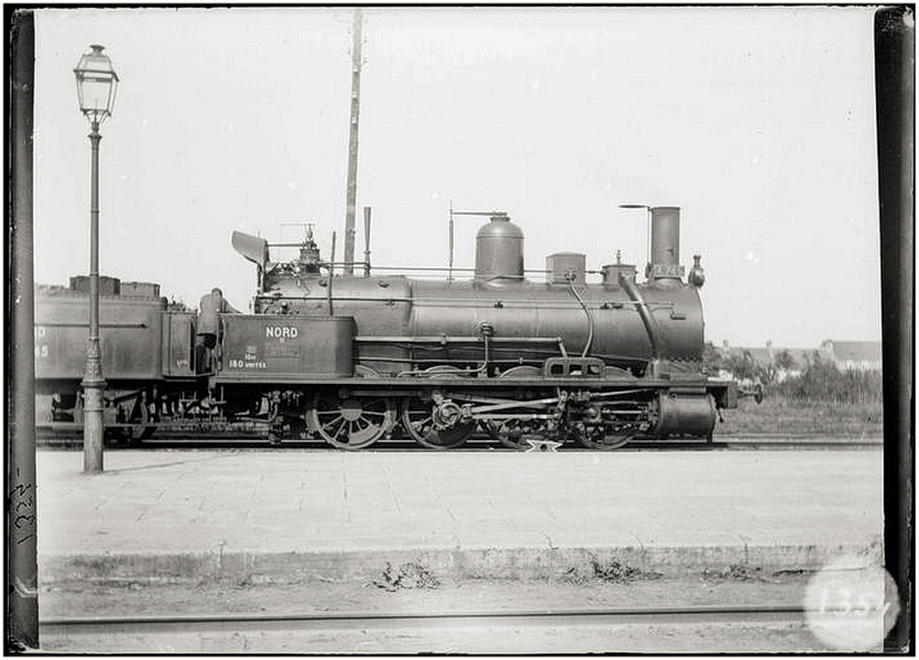
La 4.745 à Saint-Omer en 1896.

Les 040 Nord 4.001 à 4.075 et 4.801 à 4.990, également appelées, « 180 unités », sont des locomotives de type 040 à tender séparé de la Compagnie des chemins de fer du Nord, affectées aux trains de marchandises.

## Histoire
Leur nom, « 180 unités » vient de la notion d’unité employée pour le calcul des charges dans le chemin de fer. Deux unités équivalent à un wagon vide, ou chargés de moins de 1 000 kg, remorqués à 50 km/h sur une ligne en palier ; un wagon chargé de moins de 10 t, remorqué dans les mêmes conditions, équivaut à quatre unités.
Ces machines furent numérotées en 1925 dans la série 4.701 à 4.954. Cent huit locomotives furent transformées en locomotives tender entre 1907 et 1913 et devinrent les 040 T Nord 4.1801 à 4.1908. Lors de la création de la SNCF, le 1er janvier 1938, il ne restait plus que deux locomotives en service et immatriculées 2-040 A 1 et 2.
Une locomotive de cette série, la 4.853 est préservée au Musée vivant du chemin de fer. Cette locomotive, radiée par la Compagnie du Nord en 1931, avait été revendue à une sucrerie qui l'utilisa jusque dans les années 1960.

## Construction
Les locomotives sont livrées dans l'ordre suivant par plusieurs constructeurs :
- 4001 à 4025 en 1881 par Floridsdorf
- 4026 à 4045 en 1881 par Wiener Neustadt
- 4046 à 4060 en 1891 par Cail
- 4061 à 4075 en 1891 par Batignolles
- 4801 à 4820 en 1870 par Schneider
- 4821 à 4830 en 1866 par Fives-Lille[3]
- 4831 à 4850 en 1866 par Schneider
- 4851 à 4874 en 1866 par Fives-Lille
- 4875 à 4909 en 1872 par Schneider
- 4910 à 4917 en 1877 par Cockerill
- 4918 à 4935 en 1873 par Schneider
- 4936 à 4950 en 1877 par Claparède
- 4951 à 4976 en 1874 par Schneider
- 4977 à 4990 en 1879 par Schneider

## Caractéristiques
Longueur hors tampons : 9 m
Poids à vide : 44 t
Diamètre des roues motrices : 1,30 m
Diamètre et course des cylindres : 500 mm et 650 mm
Timbre : 12 Bars
Surface de grille : 2,13 m2
Surface de chauffe : 125,3 m2
Vitesse maximale : 50 km/h